# Randy Jones (hockey sur glace)
Pour les articles homonymes, voir Randy Jones (homonymie) et Jones.
Randy Jones (né le 23 juillet 1981 à Quispamsis, dans la province du Nouveau-Brunswick au Canada) est un joueur professionnel de hockey sur glace, évoluant à la position de défenseur.

## Carrière
Joueur jamais repêché par une équipe de la Ligue nationale de hockey, Randy Jones se joint au Golden Knights de Clarkson, club universitaire évoluant dans la ECAC Hockey League, division de la NCAA. Dès sa première saison, il obtient une nomination sur l'équipe d'étoiles des recrues de la ECAC puis, l'année suivante, il obtient une place dans la première équipe d'étoiles.
Il quitte au terme de deux saisons et se joint en tant qu'agent libre à l'été 2003 les Flyers de Philadelphie. Il rejoint alors le club affilié aux Flyers ans la Ligue américaine de hockey, les Phantoms de Philadelphie avec qui il dispute 55 rencontres au terme desquelles il est rappelé par les Flyers pour prendre part à cinq parties.
Alors que la LNH connait un «lock-out» en 2004-2005, Jones retourne avec les Phantoms et aide ses derniers à mettre la mains sur la Coupe Calder remis à l'équipe championne des séries éliminatoires dans la LAH. Après avoir partagé la saison 2005-2006 entre les Flyers et leur club-école, il obtient la saison suivante un poste permanent avec le grand club.
Après un peu plus de six saisons dans l'organisation des Flyers, Jones se voit être réclamé au ballotage le 29 octobre 2009 par les Kings de Los Angeles.

## Statistiques
| Saison     | Équipe                     | Ligue      |     | Saison régulière | Saison régulière | Saison régulière | Saison régulière | Saison régulière |   | Séries éliminatoires | Séries éliminatoires | Séries éliminatoires | Séries éliminatoires | Séries éliminatoires |
| Saison     | Équipe                     | Ligue      | PJ  | B                | A                | Pts              | Pun              | PJ               | B | A                    | Pts                  | Pun                  |                      |                      |
| 2001-2002  | Golden Knights de Clarkson | ECAC       | 34  | 9                | 11               | 20               | 2                | -                | - | -                    | -                    | -                    |                      |                      |
| 2002-2003  | Golden Knights de Clarkson | ECAC       | 33  | 13               | 20               | 33               | 65               | -                | - | -                    | -                    | -                    |                      |                      |
| 2003-2004  | Phantoms de Philadelphie   | LAH        | 55  | 8                | 24               | 32               | 63               | 12               | 0 | 1                    | 1                    | 17                   |                      |                      |
| 2003-2004  | Flyers de Philadelphie     | LNH        | 5   | 0                | 0                | 0                | 0                | -                | - | -                    | -                    | -                    |                      |                      |
| 2004-2005  | Phantoms de Philadelphie   | LAH        | 69  | 5                | 19               | 24               | 32               | 18               | 0 | 5                    | 5                    | 10                   |                      |                      |
| 2005-2006  | Phantoms de Philadelphie   | LAH        | 21  | 2                | 3                | 5                | 53               | -                | - | -                    | -                    | -                    |                      |                      |
| 2005-2006  | Flyers de Philadelphie     | LNH        | 28  | 0                | 8                | 8                | 16               | -                | - | -                    | -                    | -                    |                      |                      |
| 2006-2007  | Flyers de Philadelphie     | LNH        | 66  | 4                | 18               | 22               | 38               | -                | - | -                    | -                    | -                    |                      |                      |
| 2007-2008  | Flyers de Philadelphie     | LNH        | 71  | 5                | 26               | 31               | 58               | 16               | 0 | 2                    | 2                    | 4                    |                      |                      |
| 2008-2009  | Flyers de Philadelphie     | LNH        | 47  | 4                | 4                | 8                | 22               | 6                | 0 | 1                    | 1                    | 0                    |                      |                      |
| 2008-2009  | Phantoms de Philadelphie   | LAH        | 2   | 0                | 2                | 2                | 0                | -                | - | -                    | -                    | -                    |                      |                      |
| 2009-2010  | Phantoms de l'Adirondack   | LAH        | 6   | 0                | 1                | 1                | 6                | -                | - | -                    | -                    | -                    |                      |                      |
| 2009-2010  | Kings de Los Angeles       | LNH        | 48  | 5                | 16               | 21               | 28               | 4                | 0 | 0                    | 0                    | 2                    |                      |                      |
| 2010-2011  | Lightning de Tampa Bay     | LNH        | 61  | 1                | 12               | 13               | 15               | 5                | 0 | 1                    | 1                    | 2                    |                      |                      |
| 2011-2012  | Jets de Winnipeg           | LNH        | 39  | 1                | 1                | 2                | 8                | -                | - | -                    | -                    | -                    |                      |                      |
| 2012-2013  | Barons d'Oklahoma City     | LAH        | 18  | 0                | 2                | 2                | 31               | 17               | 1 | 4                    | 5                    | 6                    |                      |                      |
| 2013-2014  | Pirates de Portland        | LAH        | 50  | 3                | 19               | 22               | 19               | -                | - | -                    | -                    | -                    |                      |                      |
| Totaux LNH | Totaux LNH                 | Totaux LNH | 365 | 20               | 85               | 105              | 185              | 31               | 0 | 4                    | 4                    | 8                    |                      |                      |

## Honneurs et trophées
- ECAC Hockey League
  - Nommé dans l'équipe d'étoiles des recrues en 2002.
  - Nommé dans la première équipe d'étoiles en 2003.

### Transactions en carrière
- 24 juillet 2003 : signe à titre d'agent libre avec les Flyers de Philadelphie.
- 29 octobre 2009 : réclamé au ballotage par les Kings de Los Angeles.
- 25 août 2010 : signe à titre d'agent libre avec le Lightning de Tampa Bay.
- 2 juillet 2011 : signe à titre d'agent libre avec les Jets de Winnipeg.